# الحسينية (المنيا)
قرية الحسينية هي إحدى القرى التابعة لمركز بني مزار بمحافظة المنيا في جمهورية مصر العربية. حسب إحصاءات سنة 2006، بلغ إجمالي السكان في الحسينية 21443 نسمة، منهم 10907 رجال و10536 امرأة.